# Атлантида (франчайз)
„Атлантида“ (на английски: Atlantis) е американски медиен франчайз, собственост на Уолт Дисни Къмпани. Началото е дадено през 2001 г. с премиерата на анимационния филм Атлантида: Изгубената империя, който включва няколко видеоигри, базирани на сюжета, и продължението Атлантида 2: Завръщането на Майло, издадено през 2003 г.

## Филми

### Анимационни
| Филм                              | Премиера    | Режисьор(и)                          | Сценарист(и)                                                          | Продуцент(и) |
| --------------------------------- | ----------- | ------------------------------------ | --------------------------------------------------------------------- | ------------ |
| Атлантида: Изгубената империя     | 3 юни 2001  | Гари Трусдейл и Кърк Уайз            | Таб Мърфи                                                             | Дон Хан      |
| Атлантида 2: Завръщането на Майло | 20 май 2003 | Виктор Кук, Тоби Шелтън и Тад Стоунс | Стив Ингълхарт, Кевин Хопс, Тад Стоунс, Марти Айсенбърг, Хенри Гилрой | Тад Стоунс   |

#### Атлантида: Изгубената империя(2001)
Филмът се фокусира върху Майло Тач, който, след като цял живот е вярвал в съществуването на Атлантида (Атлантида в Испания), получава необходимото финансиране благодарение на приятел на покойния си дядо, който е вдъхновил тази идея, за да организира експедиция за намиране на легендарния град. Премиерата на филма е на 15 юни 2001 г.

#### Атлантида 2: Завръщането на Майло(2003)
Майло отново се събира с приятелите си и изживява няколко приключения с тях: първо им е възложена мисията да разрешат мистерията зад легендарния кракен; след това пътуват до Аризона, където се оказват въвлечени в мистерията зад някои пясъчни койоти; и накрая те се изправят срещу Ерик Хелстром, човек, който вярва, че е бог Один. Филмът е издаден директно на видео и DVD на 20 май 2003 г.

### Допълнителна информация за екипа и продукцията
| Филм                              | Екип/Детайли        | Екип/Детайли | Екип/Детайли                   | Екип/Детайли                      | Екип/Детайли |
| Филм                              | Композитор          | Монтаж       | Продуцентска компания          | Разпространител                   | Времетраене  |
| --------------------------------- | ------------------- | ------------ | ------------------------------ | --------------------------------- | ------------ |
| Атлантида: Изгубената империя     | Джеймс Нютън Хауърд | Елън Кенеший | Уолт Дисни Фичър Анимейшън     | Буена Виста Пикчърс Дистрибушън   | 96 минути    |
| Атлантида 2: Завръщането на Майло | Дон Харпър          | Джон Ройър   | Уолт Дисни Телевижън Анимейшън | Уолт Дисни Студиос Моушън Пикчърс | 70 минути    |

## Атлантски език
Езикът на Атлантида е изкуствен език, създаден от Марк Окранд за първия филм от франчайза. Езикът е замислен от сценаристите като възможен „майчин език“ и Окранд го създава, като включва огромен индоевропейски словесен фонд със собствена граматика, която понякога се описва като силно аглутинативна, вдъхновена от шумерския и северноамерикански езици.
За да го създаде, д-р Окранд взима общите характеристики на всички световни езици и ги прилага към протоиндоевропейския език. Неговият основен източник на думи е протоиндоевропейския, но Окранд също използва древен китайски, древноеврейски, латински и старогръцки език, заедно с различни други древни езици или древни езикови реконструкции.